# 喀爾吉善
喀爾吉善（？—1757年），伊爾根覺羅氏，字澹園，諡莊恪，滿洲正黃旗人，官至闽浙总督。

## 生平
喀爾吉善与大学士伊桑阿为同族，其先祖赫臣世居瓦爾喀，早年跟隨努爾哈赤征戰，后授牛彔額真。出使葉赫，被葉赫部長金台石殺害。清太祖滅掉葉赫，令其子克宜福手刃其仇以祭父。克宜福跟隨努爾哈赤征戰有功，世職至三等阿達哈哈番。其子喀齊蘭，官至正黃旗副都統；孫凱里布，官至吏部尚書，后襲世職。
喀爾吉善降襲拜他喇布勒哈番，授上駟院員外郎。歷工部郎中，兼襲世管佐領。雍正六年，雍正帝命其與通政使調查廣東按署巡撫阿克敦等被劾事情。雍正八年，升任兵部額外侍郎。次年，實授兵部侍郎。雍正十三年，因驗馬不實奪官，令往盛京收糧。乾隆元年，起用擔任管理圓明園八旗兵丁。乾隆三年，升任內閣學士。后升任戶部侍郎，協理步軍統領刑名事務。同年調吏部，任吏部侍郎，乾隆四年，命兼管三庫。
乾隆五年，授山西巡撫。乾隆帝聽聞山西布政使薩哈諒、學政哈爾欽皆貪婪，詢問喀爾吉善。喀爾吉善隨即上書彈劾，乾隆帝命侍郎楊嗣璟參與審問查實。乾隆帝認為喀爾吉善知事而不即刻彈劾，遂以失察撤職，后恢復官職。之後他又彈劾河東鹽政白起圖貪婪，查實。乾隆七年，調任安徽巡撫。
乾隆八年，調任山東巡撫，期間上疏請求賑災，并整理山東礦采。乾隆十一年，升任閩浙總督，派兵征討台灣變亂。乾隆十五年，加兵部尚書銜。乾隆十七年，因年老辭職，乾隆帝溫詔慰留。乾隆十九年，加太子太保。乾隆二十二年，生病不久去世。賜祭葬，諡莊恪。

## 延伸阅读
[在维基数据编辑]
 《清史稿·卷309》，出自趙爾巽《清史稿》
 《清史稿·卷309》